# Une visite
Une visite (in italiano: Una visita) è un cortometraggio del 1955 diretto da François Truffaut.
È stato girato in 16 millimetri e in bianco e nero nell'appartamento di Jacques Doniol-Valcroze a Parigi. È il tentativo del giovane critico di misurarsi finalmente con il cinema fino ad allora praticato solo come spettatore.

## Trama
Un ragazzo cerca una camera tramite annunci di giornale. Telefona e poi arriva, con una valigia, in un appartamento occupato da una ragazza. Nel corridoio inciampa e cade facendo ridere la ragazza. Questa ha un fratello che va a casa sua per lasciarle in custodia la figlioletta di cinque anni.

## Lavorazione e sorte del film
Une visite è un'esperienza quasi casalinga fatta da Truffaut insieme ai suoi amici dei Cahiers du cinéma: Jacques Rivette, operatore e addetto alla fotografia, Alain Resnais, montaggio e Jean-José Richer, all'epoca redattore dei Cahiers e poi assistente di Truffaut in Baci rubati e La mia droga si chiama Julie, oltre che direttore di produzione e attore in L'ultimo metrò. Anche la bambina che compare nel film, Florence Doniol-Valcroze, altri non è che la figlia di Jacques Doniol-Valcroze, uno dei fondatori dei Cahiers. Robert Lachenay, amico d'infanzia di Truffaut che all'epoca lavorava in fabbrica, è aiuto regista e tuttofare e, avendo comprato la pellicola, figura come produttore del film.
Truffaut in seguito sarà molto critico nei confronti di questa sua prima pellicola che definirà "un brutto cortometraggio in 16 millimetri". Per reazione ai film amatoriali del tempo, pieni di sangue, dirà di aver voluto girare un film "nel quale tutto fosse molto bianco e molto chiaro, perché potesse assomigliare ad una commedia di Cukor. Era assurdo: volevo fare un film di dialoghi, dal momento che non c'era il sonoro!"
Il film venne considerato perduto fino alla comparsa dell'unica copia che Lachenay aveva regalato a Truffaut all'inizio degli anni ottanta e che il regista ha fatto riversare in 35 millimetri.